# Rumfærge-Mir-programmet
Rumfærge–Mir-programmet (Shuttle–Mir Program) var et rumprogram i samarbejde mellem Rusland og USA, der involverede amerikanske rumfærgeflyvninger til den russiske rumstation Mir (rumstation), russiske kosmonauter på rumfærgerne og amerikanske astronauter, der deltog i langvarige ekspeditioner om bord på Mir.
Programmet, der nogle gange kaldes Fase Et (Phase One), var tænkt som en chance for USA til at lære af russernes erfaring med langvarige ophold i rummet, og til at forme en samarbejdsånd mellem de to nationer og deres respektive rumfartsorganisationer NASA og RKA. Programmet skulle bane vejen for flere samarbejdsprojekter i rummet, specifikt Fase To i projektet, bygningen af Den Internationale Rumstation. Projektet, der blev offentliggjort i 1993 og med sin første mission i 1994, fortsatte indtil sin planlagte afslutning i 1998 og bestod af elleve rumfærgemissioner, en delt Sojuzflyvning og næsten 1.000 dage i rummet for amerikanske astronauter fordelt over syv ekspeditioner.
Under fire-årsprogrammet udførtes mange ting for første gang i rumflyvningens historie, blandt andet den første amerikanske astronaut, der blev opsendt i en Sojuz-kapsel, det største rumskib, der havde fløjet i rummet på sin tid, og den første amerikanske rumvandring i en russisk Orlan-rumdragt.
Programmet var dog forfulgt af mange bekymringer, især angående sikkerheden om bord på Mir efter en brand og en kollision om bord på stationen, finansielle problemer i den russiske rumfartsorganisation og bekymringer fra astronauterne om programmets administratorers attitude. Ikke desto mindre indhentede man en stor mængde forskning, ekspertise i rumstationsopbygning og viden om arbejde i delte projekter fra programmet, der tillod konstruktionen af den Internationale Rumstation at forløbe langt mere glat end man ellers kunne have forventet.

## Baggrund
I juni 1992 enedes USA's præsident George H. W. Bush og Ruslands præsident Boris Jeltsin om at samarbejde om rumforskning ved at underskrive Aftale mellem USA og Rusland om samarbejde og brug af det ydre rum til fredelige formål ("Agreement between the United States of America and the Russian Federation Concerning Cooperation in the Exploration and Use of Outer Space for Peaceful Purposes"). Aftalen indebar en etablering af et kort, delt rumprogram, under hvilken en amerikansk astronaut skulle være om bord på den russiske rumstation Mir, og to russiske kosmonauter skulle opsendes med rumfærgen. I september 1993 offentliggjorde den russiske premierminister Viktor Tjernomyrdin og den amerikanske vicepræsident Al Gore dog planer om en ny rumstation, der senere skulle blive kendt som Den Internationale Rumstation, eller ISS. Aftalen indebar også, at som forberedelse til dette projekt, ville USA blive meget involveret i Mir-programmet i de kommende år under kodenavnet Fase Et (konstruktionen af ISS var Fase To).
Under programmet blev der fløjet elleve rumfærgemissioner til stationen, der udførte mandskabsrotationer, en opsendelse af et tilkoblingsmodul og et sæt nye solcellepaneler såvel som udførelsen af en masse videnskabelige eksperimenter om bord på rumstationen. I løbet af programmet opsendte russerne også to nye Mir-moduler: Spektr og Priroda, der blev brugt af de amerikanske astronauter som opholdsafdeling og laboratorier til udførelse af størstedelen af deres forsøg om bord på stationen. Disse missioner tillod NASA og den Russiske Føderale Rumorganisation at lære meget om, hvordan man bedst muligt samarbejder med internationale partnere i rummet, og om hvordan man minimerer risici ved at konstruere en stor rumstation — ISS — i rummet.
I tillæg til disse videnskabelige fordele tjente programmet også som et politisk kneb fra en del af USA's regering, idet programmet gav NASA en diplomatisk kanal til at hjælpe med understøttelsen af den under-finansierede russiske rumfartsorganisation. Dette tillod så den nyligt oprettede russiske administration at holde Mir flyvende, i tillæg til at rumfartsorganisationen som helhed kunne bestå (et formål der fortsatte under Fase To) — alt sammen noget der sikrede, at den russiske regering forblev (og forbliver) venligtsindet over for USA. Præsident Bill Clinton frygtede også at arbejdsløse ingeniører fra det tidligere Sovjetunionens våbenindustri tog til slyngelstater eller at Rusland af pengenød fremstillede masseødelæggelsesvåben til udlandet. Et fortsat civilt, russisk rumprogram kunne holde dem beskæftiget med fredeligere formål.

### Langtidsophold
Foruden rumfærgeflyvningerne til Mir, indebar Fase Et også syv langvarige ophold på Mir af amerikanske astronauter. De syv astronauter, der var medlem af Mir-besætningerne, Norman Thagard, Shannon Lucid, John Blaha, Jerry Linenger, Michael Foale, David Wolf og Andrew Thomas, blev efter tur fløjet til Stjernebyen i Rusland for at modtage træning i flere aspekter af driften af Mir og Sojuz-fartøjet, der bruges som transport til og fra stationen. Astronauterne modtog også træning i udførsel af rumvandringer uden for Mir, ligesom de modtog undervisning i russisk, der skulle bruges under deres missioner til kommunikation med de andre kosmonauter om bord på stationen og Kontrolcenteret i Moskva, TsUP.
Under deres ophold om bord på Mir udførte NASA-astronauterne forskellige eksperimenter, blandt andet vækst af afgrøder og krystaller, ligesom de tog hundredvis af fotografier af Jorden, der roterede roligt under dem. De deltog også i vedligeholdelse og reparationer af den gamle station efter flere episoder med brand, kollision, strømtab, ukontrollerede rotationer og giftgasudslip.
Alt i alt tilbragte de amerikanske astronauter næsten tusind dage om bord på Mir, hvilket lærte NASA en del om langvarige rumophold, specielt på områder som astronautfysiologi og hvordan man bedst arrangerer forsøgsrækker til mandskabet om bord på rumstationer.

### Mir
Mir i sig selv var verdens første modulopbyggede rumstation, opført mellem 1986 og 1996. Hun var menneskehedens første permanent bemandede rumstation i længere tid, og hun har i øjeblikket rekorden for at have den længste konstante menneskelige tilstedeværelse i rummet, blot otte dage fra de ti år. Mirs formål var at være et stort og beboeligt laboratorium i rummet, og gennem samarbejde, blandt andet Fase Et, blev hun gjort internationalt tilgængelig for kosmonauter og astronauter fra forskellige lande. Stationen eksisterede indtil 23. marts 2001 da hun planlagt genindtrådte i Jordens atmosfære, hvor hun brød i stykker over Stillehavet.
Mir var baseret på Saljut-serien af rumstationer tidligere opsendt af Sovjetunionen (syv Saljut-rumstationer blev opsendt siden 1971), og blev hovedsageligt serviceret af russisk bemandede Sojuz-fartøjer og Progress-fragtskibe. Det forventedes også at hun ville være destination for flyvninger med den senere opgivne Buran-rumfærge. De besøgende amerikanske rumfærger brugte et androgynt periferisk tilslutningssystem, der oprindeligt var designet til Buran, sat på en arm der oprindeligt var designet til brug for den planlagte, men aflyste amerikanske Freedom-rumstation
Med rumfærgen tilsluttet til Mir udgjorde de midlertidige udvidelser af opholds- og arbejdsområder et kompleks der på sin tid var verdens største rumfartøj med en kombineret masse på 250 tons.

### Rumfærge
NASA's rumfærge, officielt kaldet Space Transportation System (STS), var den amerikanske regerings fartøj til bemandet rumflyvning i perioden 1998 til 2011. I alt fem brugbare fartøjer blev bygget, hvoraf tre er tilbage. Rumfærgen, der har vinger, opsendes vertikalt med en bemanding på mellem fem og syv astronauter (der er plads til otte og elleve i nødstilfælde) og op til 22.700 kg i lastrummet i et lavt kredsløb. Når en mission er tilendebragt affyres færgens manøvreraketter for at komme ud af kredsløbet, og færgen genindtræder i atmosfæren. Under nedstigningen og landingen opfører rumfærgen sig som et svævefly og udfører en landing fuldstændig uden brug af motorkraft.
Rumfærgen er det første rumfartøj der er designet til at være delvist genanvendeligt. Den bringer store laster til lave kredsløb og under Rumfærge-Mir- og ISS-programmet, sørger den for udskiftning af mandskab og bringer forsyninger, moduler og udstyr til stationerne. Hver rumfærge blev designet til at fungere til 100 opsendelser eller 10 års operativt virke.
Under Fase Et blev Mir besøgt af rumfærgerne Discovery, Atlantis og Endeavour, hvoraf Atlantis fløj syv missioner i træk til stationen fra 1995 – 1997. Rumfærgen Columbia var den ældste og tungeste i flåden og var ikke i stand til at nå Mirs (og senere ISS's) 51,6 graders banehældning.

## Tidslinje

### Nyt samarbejde begynder (1994)
Fase Et begyndte d. 3. februar 1994 med opsendelsen af rumfærgen Discovery på dens 18. mission, STS-60, den første rumfærgeflyvning det år. Den otte dage lange mission var den første flyvning nogensinde med en russisk kosmonaut, Sergej Krikaljov, om bord på den amerikanske rumfærge og den markerede starten på en ny æra med samarbejde om rumflyvning mellem de to nationer, 37 år efter begyndelsen på rumkapløbet. Som en del af en traktat om bemandet rumflyvning var missionen den anden flyvning med Spacehab-modulet, og den markerede den 100. Getaway Special-last, der fløj i rummet. Missionens primære last, Wake Shield Facility, var designet til at generere nye halvlederfilm til avanceret elektronik, og den blev fløjet for enden af Discoverys robotarm under flyvningen. Under missionen udførte astronauterne om bord også flere forskellige eksperimenter i Spacehab-modulet i færgens lastrum, ligesom de deltog i en direkte videoudsendelse mellem dem selv og de tre kosmonauter om bord på Mir, Valeri Poljakov, Viktor Afanasjev og Jurij Usatjev (på Mir-ekspeditionerne LD-4 og EO-15). Discovery var i samme bane som Mir, men et kvart omløb bagud.

### NASA ankommer tilMir(1995)
1995 begyndte med opsendelsen 3. februar af STS-63, den anden rumfærgeflyvning til Mir og den første flyvning med en kvindelig pilot. Eileen Collins. Flyvningen, der blev refereret til som near-Mir-missionen (nær-Mir), var det første møde mellem en rumfærge med Mir under en otte dage lang mission, der bragte den russiske kosmonaut Vladimir Titov og resten af Discovery's mandskab 11 meter fra Mir, før kaptajn Wetherbee udførte en rundflyvning af stationen. Missionen, der var en generalprøve for den rigtige sammenkoblingsmission i programmet, STS-71, testede flere teknikker og udstyr der skulle bruges til de efterfølgende missioner.
Få måneder efter Discoverys flyvning markerede opsendelsen af Sojuz TM-21 14. marts opsendelsen af den første amerikanske astronaut, Norman Thagard, om bord på et Sojuz-fartøj. Flyvningen bragte ekspedition EO-18, der bestod af kosmonauterne Vladimir Dezhurov og Gennady Strekalov sammen med Thagard, til Mir, klar til det første amerikanske langtidsophold på Mir. Under hans 115 dage lange ophold opsendtes Spektr-modulet (der fungerede som opholds- og arbejdsrum for de amerikanske astronauter) af en Protonraket og blev koblet til Mir, sammen med mere end 680 kg udstyr fra bl.a. USA. Mirs mandskab vendte tilbage til Jorden om bord på Atlantis efter den første rumfærge-Mir-sammenkobling under mission STS-71.
De primære formål med STS-71, der blev opsendt d. 27. juni, var at føre Atlantis og Mir sammen, og d. 29. juni udføre den første sammenkobling mellem en amerikansk rumfærge og Mir – den første sammenkobling mellem to fartøjer fra USA og Rusland siden Apollo-Sojuz-testprogrammet i 1975. Efter sammenkoblingen d. 29. juni afleverede Atlantis ekspedition EO-19, der bestod af to kosmonauter, Anatolij Solovjev og Nikolai Budarin til Mir, ligesom man udførte forsøg sammen i et Spacelab-modul, genforsynede Mir og tog den amerikanske astronaut Norman Thagard og resten af EO-18-holdet med ned til Jorden.
Den sidste rumfærgemission i 1995, STS-74, begyndte med opsendelsen af Atlantis d. 12. november, og afleverede det russisk byggede sammenkoblingsmodul til Mir, sammen med et par nye solcellepaneler og andre hardwareopgraderinger til stationen. Sammenkoblingsmodulet var designet til at give mere plads til rumfærgerne for at forhindre kollisioner med Mir's solcellepaneler under sammenkoblingen, et problem der var blevet løst under STS-71 ved at flytte Kristall-modulet til en anden placering på stationen. Modulet, der blev sat på Kristalls frie port, overflødiggjorde denne procedure på fremtidige missioner. Under flyvningen blev næsten 450 kg vand overført til Mir, og forsøgsprøver med blod, urin og spyt blev flyttet til Atlantis til senere analyser på Jorden.

### Priroda, brand og kollision (1996–1997)
1996 markerede begyndelsen på den permanente amerikanske tilstedeværelse på Mir med opsendelsen af STS-76 d. 22. marts, der førte den anden amerikanske langtidsastronaut, Shannon Lucid, til Mir. Den tredje sammenkoblingsmission, igen udført af Atlantis, demonstrerede logistiske evner med et Spacehab-modul, og man overførte eksperimenter til Mirs sammenkoblingsmodul under den første fælles rumvandring, ligesom man overførte dr. Lucid til Mir. Rumvandringerne, der blev udført fra Atlantis' kabine, gav astronauterne erfaring til de senere konstruktionsmissioner til Den Internationale Rumstation.
Under et rekordlangt ophold blev Lucid den første amerikanske kvinde, der boede på en rumstation. Hendes ophold blev ufrivilligt forlænget med seks uger, på grund af problemer med rumfærgens faststofraketter, så hendes 188 dage lange ophold satte rekord som det længste ophold i rummet i træk, for en amerikaner. Under Lucids tid på Mir, blev Pridoda-modulet koblet til Mir sammen med omkring et tons amerikanske forsøgsopstillinger. Lucid brugte både Pridoda og Spektr til at udføre 28 forskellige videnskabelige eksperimenter og til at sove i.
Lucids ophold på stationen sluttede endelig med Atlantis-flyvningen STS-79, der blev opsendt d. 16. september og som var den første rumfærgemission der medbragte et dobbelt Spacehab-modul. Under missionen blev mere end 1.800 kg forsyninger overført til Mir, blandt andet vand dannet af Atlantis' brændstofceller, og eksperimenter blandt andet indeholdende forsøg med superledere, bruskudvikling og andre biologiske forsøg. Omkring 900 kg forsøg og udstyr blev også ført tilbage fra Mir til Atlantis, hvilket gjorde den i alt 3 tons store overførsel den mest omfattende hidtil.
Den fjerde rumfærgedokning medførte John Blaha som langtidsastronaut på Mir. Under hans ophold på Mir blev tingene forbedret på flere områder, blandt andet losningsprocedurerne for tilkoblede rumfærger, overleveringsprocedurer for de amerikanske Mir-besætningsmedlemmer og muligheden for amatørradiokommunikation.
Under hans ophold på Mir udførte russerne to rumvandringer for at kunne flytte kablerne fra et 12 år gammel solcellepanel til de nye, mere effektive solcellepaneler, der for nylig var blevet opsendt til Mir. Alt i alt tilbragte Blaha fire måneder med Mir-22-kosmonautholdet, hvor de udførte eksperimenter med materialevidenskab, fluidmekanik og biologi, før han vendte tilbage til Jorden året efter om bord på Atlantis på STS-81.
Året 1997 skulle vise sig at være et interessant år for programmet, begyndende med den første rumfærgeflyvning det år, STS-81, hvor man udskiftede langtidsastronaut John Blaha med Jerry Linenger efter Blahas 118 dage lange ophold på Mir. Under den femte tilkobling af en rumfærge overførte Atlantis' mandskab næsten 2.700 kg forsyninger til Mir og hjembragte de første planter, der havde gennemført en livscyklus i rummet (hvede plantet af Shannon Lucid). Atlantis hjembragte omkring 1.000 kg materialer (den største mængde materiale der hidtil var blevet overført imellem to rumfartøjer).
STS-81-mandskabet testede ligeledes motionsapparatet Treadmill Vibration Isolation and Stabilization System (TVIS) om bord på rumfærgen. TVIS var designet til brug i ISS-modulet Zvezda. Rumfærgens små styreraketter blev også affyret mens Atlantis var koblet sammen med Mir for at indsamle oplysninger til brug for fremtidige højdeændringer af ISS. Efter at have frakoblet sig Mir udførte Atlantis en rundflyvning af stationen og efterlod samtidig Jerry Linenger om bord på Mir til den mest indholdsrige udstationering til dato.
Under hans ophold blev Jerry Linenger den første amerikaner til at udføre en rumvandring fra en udenlandsk rumstation med den russiskbyggede Orlan-rumdragt sammen med den russiske kosmonaut Vasilij Tsiblijev. Alle tre besætningsmedlemmer på EO-23 udførte også en ekskursion med Sojuz-fartøjet, idet de først frakoblede sig Mirs ene port, hvorefter de manuelt koblede sig til en anden port. Dette har russerne gjort mange gange før, men Linenger blev den første amerikaner, der frakobler sig en rumstation om bord på to forskellige rumfartøjer (Rumfærgen og Sojuz)
Dog forløb hans ophold sig ikke helt glat, idet Linenger og hans russiske holdkammerater Vasilij Tsiblijev & Aleksandr Lazutkin stod ansigt til ansigt med flere besværligheder, blandt andet den mest alvorlige brand om bord på et rumfartøj i kredsløb (forårsaget af en reserve-iltgenerator), fejl på flere systemer om bord og en afværget kollision med et Progress-fartøj under en fjernstyret, manuel dokningstest. Endelig var der et totalt strømtab om bord, hvilket førte til tab af højdekontrollen og en langsom, ukontrolleret "tumletur" gennem rummet.
Linenger endte med at blive efterfulgt af den britisk-amerikanske astronaut Michael Foale, der blev opsendt med Atlantis på STS-84, sammen med den russiske missionsspecialist Elena Kondakova. STS-84-mandskabet overførte 249 objekter mellem de to rumfartøjer, sammen med vand, forsøgsresultater, forsyninger og hardware. En af de første ting, der blev overført til Mir var en Elektron-iltgenerator, der specielt var vigtig efter den brand, der opstod d. 23. februar. Under bortflyvningen stoppede Atlantis tre gange d. 21. maj for at opfange signaler fra en europæisk sensor designet til automatiske sammenkoblinger mellem ESA's ATV og Den Internationale Rumstation.
Foales ophold forløb normalt indtil d. 25. juni, da et forsyningsfartøj under den anden test af Progress' manuelle anflyvningssystem, TORU, kolliderede med solpanelerne på Spektr-modulet og styrtede ind i modulets ydre skal, hvilket punkterede modulet og forårsagede et trykfald på hele Mir, den første af sin slags i rumflyvningens historie. Kun en snarrådig handling fra mandskabet, der overskar modulets kabler så de kunne lukke porten til Spektr, forhindrede at mandskabet måtte evakuere Mir med Sojuz-redningsbåden. Deres handling genetablerede Mirs lufttryk, mens trykket i Spektr, der indeholdt mange af Foales eksperimenter og personlige ejendele, faldt til et vakuum. Heldigvis blev mad, vand og andre vitale forsyninger opbevaret i de andre moduler og en omlægning af Foales program maksimerede det videnskabelige udbytte.
I et forsøg på at genoprette noget af strømmen og de systemer, man havde tabt efter isolationen af Spektr og for at forsøge at finde hullet i modulet, udførte Mirs nye kaptajn Anatolij Solovjev og flight engineer Pavel Vinogradov en risikabel redningsoperation senere i missionen, hvor de kom ind i modulet under en såkaldt IVA (Intra Vehicular Activity) indendørs rumvandring, hvor de undersøgte hardwarens tilstand og førte kabler gennem en speciel luge fra Spektrs systemer til resten af Mir. Efter disse indledende undersøgelser udførte Foale og Solovjev en 6 timer lang rumvandring på overfladen af Spektr for at inspicere skaderne på det punkterede modul.
Efter katastroferne overvejede USA's kongres og NASA om man skulle forlade programmet på grund af bekymringer for astronauternes sikkerhed, men NASA's administrator Daniel Goldin valgte at fortsætte programmet, og den næste flyvning, STS-86 bragte langtidsastronaut David Wolf om bord på Mir.
STS-86 udførte den syvende rumfærge-Mir sammenkobling, den sidste i 1997. Under Atlantis' ophold udførte besætningsmedlemmerne Titov og Parazynzki den første fælles amerikansk-russiske rumvandring under en rumfærgemission, og den første hvor en russer bar en amerikansk rumdragt. Under den 5 timer lange rumvandring anbragte de en 55 kg tung Solar Array Cap til sammenkoblingsmodulet, så fremtidige rumvandringer kunne prøve at forsegle hullet i Spektrs skrog. Missionen bragte Foale tilbage til Jorden sammen med forsøgsresultater, hardware og den gamle Elektron-iltgenerator, og satte Wolf af på stationen til sit 128 dage lange ophold. Wolf var oprindeligt planlagt til at være den sidste amerikanske Mir-astronaut, men blev skubbet frem i stedet for astronauten Wendy Lawrence. Hun blev vurderet uegnet efter ændringerne i de russiske krav til astronauter efter kollisionen med Progress-fartøjet. De nye regler krævede at alle Mir-besætningsmedlemmerne skulle være trænet og klar til rumvandringer, men en russisk rumdragt i hendes størrelse kunne ikke nå at blive klargjort før opsendelsen af STS-86 Atlantis.

### Fase Et indstilles (1998)
Det sidste år af Fase Et begyndte med flyvningen af Endeavour på STS-89. Missionen bragte kosmonaut Salizhan Sharipov til Mir' og erstattede David Wolf med Andy Thomas efter Wolfs 119 dage lange ophold.
Under hans ophold, det sidste i programmet, arbejdede Thomas på 27 videnskabelige forsøg på områder som avanceret teknologi, geovidenskab, humanbiologi, mikrogravitationsundersøgelser og formindskelse af risici ved arbejdet med ISS. Hans ophold på Mir, der blev opfattet som det glatteste i Fase Et-programmet, indeholdt ugentlige Breve fra Forposten fra Thomas. Hans ophold betød at der havde været amerikanere i rummet i 812 dage i træk, siden opsendelsen af Shannon Lucid på STS 76-missionen i marts 1996. I alt drejede det sig om 907 dages ophold af amerikanske astronauter på Mir, startende med Norman Thagards ankomst til Mir i marts 1995. Det længste ophold af amerikanere i rummet var Skylabs tredje besætning med 84 dage i 1973-74. Disse tider er dog intet mod russernes permanente bemanding af Mir fra 5. september 1989 til 28. august 1999 (3.644 dage) .
Thomas vendte tilbage til Jorden på den sidste rumfærge-Mir-mission, STS-91. Missionen afsluttede Fase Et, hvor EO-25 og STS-91 besætningerne overførte vand til Mir og udvekslede næsten 2.100 kg eksperimenter og forsyninger mellem de to rumfartøjer. Langvarige amerikanske eksperimenter, der havde været om bord på Mir, blev også flyttet ind i Discovery, hvor de blev opmagasineret i færgens midterste dæksskabe og i Spacelab-modulet. Da lugerne blev lukket kl. 13:07 GMT 8. juni, og fartøjerne blev frakoblet klokken 16:01 GMT samme dag, endte den sidste rumfærge-Mir-operation, og Fase Et af ISS-programmet sluttede.

### Fase To & Tre: ISS (1998–2010)
Med landingen af rumfærgen Discovery 12. juni 1998 sluttede Fase Et af programmet. Dog ville teknikkerne og udstyret, der var blevet udviklet, blive ved med at assistere i udviklingen af rumforskning med begyndelsen af Fase To 20. november 1998. Den dag blev en russisk Protonraket med det første modul af ISS, Zarja, sendt op. Dette første modul af ISS sørgede for strøm, lagerrum, fremdrift og styring af ISS under de første skridt mod etableringen — desuden fungerer modulet som funktionel rygrad i stationen.
Pr. februar 2008 består Den Internationale Rumstation af otte moduler under tryk, tre solcellepaneler og en stor tværbjælke og er allerede det største rumfartøj bygget gennem tiden. Ankomsten af Destiny i 2001 markerede slutningen på Fase To og starten på Fase Tre, den sidste udrustning af stationen, der i øjeblikket foregår. Den færdige station vil bestå af fem laboratorier og understøtte seks besætningsmedlemmer. Med over 1.000 kubikmeters trykvolumen og en masse på 400.000 kg vil den færdige station være næsten dobbelt så stor som det kombinerede rumfærge-Mir-fartøj. Fase To og Tre tiltænkes begge at fortsætte både internationalt samarbejde i rummet og eksperimenter i omgivelser med vægtløshed, specielt vedrørende langvarige rumflyvninger. Resultatet af disse eksperimenter vil tilvejebringe betydelige mængder information til langvarige ekspeditioner til Månen og flyvninger til Mars. Men da Centrifuge Accommodations Module er blevet sparet væk er der ingen langtidsundersøgelser af skadevirkninger ved måne- og marstyngdekraft.

## Kontroverser

### Sikkerhed og videnskabelig gevinst
Gennem sin levetid modtog programmet stor kritik over sikkerheden på den aldrende Mir, specielt efter en brand om bord på stationen og kollisionen med Progress-lastfartøjet i 1997.
Branden, der blev forårsaget af en dårligt fungerende reserve-iltgenerator (SFOG), brændte i, efter forskellige kilder, mellem 90 sekunder og 14 minutter, og producerede store mængder af giftig røg der fyldte Mir i omkring 45 minutter. Dette tvang besætningen til at iføre sig masker, der i sig selv også repræsenterede et kritisk område, idet nogle af de masker, astronauterne oprindeligt iførte sig, var defekte. Et endnu mere kritisk område var det faktum at de ildslukkere, der sad på væggene i modulerne, viste sig at være immobile. Derudover skete branden på et tidspunkt hvor besætningen skulle udskiftes, hvorfor der var seks mand om bord på Mir, i modsætning til de normale tre — branden afskar adgangen til en af de tilsluttede Sojuz-redningsbåde. Hvis en evakuering af stationen havde været nødvendig kunne kun halvdelen af folkene være flygte. En tilsvarende hændelse var sket på en tidligere Mir-ekspedition, selvom at SFOG'en kun brændte i få sekunder.
Hændelserne med kollisionen og nærkollisionen udløste andre sikkerhedsbekymringer. Begge var forårsaget af en fejl på det samme TORU-udstyr; et manuelt fjernstyringssystem der kun var på prøvestadiet. Prøverne blev udført for at teste om et billigere og simplere system til at anflyve og sammenkoble Progressfartøjerne til Mir kunne bruges. Da den dyre Kurs-autopilot brændte op sammen med Progress-skibet, ville indførelsen af TORU spare mange penge for det underfinancierede russiske rumprogram. Medierne på det tidspunkt udstillede dette uprøvede stykke teknologi som yderligere en demonstration af Mirs uduelighed.
Uheldene tilføjede ammunition til den tiltagende højrøstede kritik af den døende stations pålidelighed. Mir, der oprindeligt var designet til at flyve i fem år, endte med at flyve i tre gange så lang tid. På tidspunktet for Fase Et og tiden efter viste stationen sin alder — konstante nedbrud af computere, strømtab, ukontrollerede kolbøtter i rummet og rørlækager var en permanent bekymring for mandskaberne. Luftforsyningen om bord på stationen udgjorde endnu en grund til bekymring takket være flere nedbrud af Mirs Elektron iltgeneratorer. Disse nedbrud tvang mandskaberne til at være mere afhængige af SFOG-systemerne, selvom de havde forårsaget en brand i 1997. SFOG fortsatte med at være problematiske om bord på ISS, der bruger de samme systemer som livsvigtigt udstyr.
Endnu en kontrovers omhandlende programmet var størrelsen af den egentlige videnskabelige gevinst, specielt efter tabet af Spektr-laboratoriet. Astronauter, ledere og flere journalister klagede alle over at programmets fordele var langt mindre end de risici, der var forbundet med det, specielt set i lyset af at de fleste amerikanske eksperimenter havde været om bord på det isolerede modul. På grund af isolationen var en stor del af de amerikanske eksperimenter ikke tilgængelige, hvilket reducerede forsøgene, der kunne udføres på stationen, betragteligt. Den amerikanske presse dømte på baggrund af dette programmet som forældet.
Sikkerhedsproblemerne fik NASA til på forskellige tidspunkter at overveje programmets fremtid og selvom man hver gang besluttede sig for at fortsætte, kom organisationen under beskydning fra flere dele af pressen på grund af beslutningerne.

### Holdning
Holdningen hos både det russiske rumprogram og NASA omkring Fase Et var også en kilde til bekymring blandt for de involverede astronauter. På grund af Ruslands finansielle problemer var opfattelsen blandt mange ved TsUP at missionernes hardware og opretholdelsen af Mir var af større betydning end kosmonauternes ve og vel om bord. Programmet blev kørt meget anderledes end den amerikanske metode — kosmonauternes hverdag blev planlagt ned til den mindste detalje, handlinger (som tilkobling af rumfærger), der normalt ville blive udført af rumfærgepiloterne, blev udført automatisk, og kosmonauterne blev trukket i løn ved hjemkomsten til Jorden hvis de havde begået nogen fejl på deres flyvning. Amerikanerne havde gennem tiden fundet ud af, specielt efter strejken om bord på Skylab, at dette ikke var en produktiv måde at udføre arbejdet og havde gjort planerne mere fleksible. Russerne ville dog ikke ændre planerne og mange amerikanere følte at en stor mængde arbejdstid gik tabt.
I tillæg til dette følte astronaut Jerry Linenger at de russiske myndigheder efter de to ulykker i 1997 forsøgte at skjule ulykkerne, for at nedtone deres betydning af frygt for at amerikanerne ville bakke ud af samarbejdet. En stor del af dette "cover up" dækkede over at de amerikanske astronauter om bord ikke var "partnere", men i stedet var "gæster". NASA vidste intet om branden og kollisionen i flere timer efter de havde indtruffet og de var blevet holdt ude af beslutningsprocesserne. Det lykkedes dog til sidst for NASA at blive involveret for da de russiske myndigheder havde tænkt sig at gøre kosmonauten Vasilij Tsiblijev eneansvarlig for kollisionen, blev denne indstilling ændret efter et stort pres fra NASA.
Selv var NASA ikke uden fejl med henhold til Fase Et — på forskellige tidspunkter under programmet mødte mellemledere og personale begrænsninger med hensyn til ressourcer og mandskab, specielt da Fase To blev sat i gang, og havde besvær med at få ting igennem hos NASA's ledelse. Et specielt problem udgjorde Director of the Flight Crew Operations Directorate, George Abbey, der udpegede besætninger til missionerne. Han var hadet af mange astronauter i NASA på grund af hans metode til udvælgelse af mandskab — mange blev holdt på Jorden blot fordi de havde gjort ham oprørt på en eller anden måde. Astronauterne følte at dette holdt mange af de bedste astronauter fra at flyve i de roller, de passede bedst til og at programmet som helhed led under ham.

### Finansiering
Et andet område med specielle kontroverser vedrørende programmet var Ruslands rumprograms finansielle status — siden Sovjetunionens sammenbrud få år tidligere var Ruslands økonomi langsomt kollapset og rumbudgettet blev beskåret med omkring 80 %. Før og efter Fase Et kom en stor del af Ruslands rumfinansiering fra flyvninger af kosmonauter fra Europa og andre lande, hvoraf en japansk tv-station betalte omkring 9,5 millioner amerikanske dollars for at få en af deres journalister fløjet om bord på Mir. Rusland solgte også mange raketopsendelser til vestlige satellitoperatører hvor bl.a. Proton-raketten var en god forretning. Ved starten af Fase Et var problemet blev så slemt at kosmonauterne jævnligt så deres missioner blive forlænget for at spare penge på fartøjer, de seks årlige flyvninger med Progress-fartøjet blev reduceret til tre, og der var en reel mulighed for at Mir-stationen kunne blive solgt for omkring 500 millioner amerikanske dollars.
Kritikerne sagde, at den 325 millioner $-kontrakt, NASA havde med Rusland, var den eneste ting, der holdt liv i det russiske bemandede rumprogram, og kun rumfærgen holdt Mir flyvende. Astronauterne der blev trænet ved Stjernebyen fik i hvert fald dette indtryk, da NASA var nødt til at betale store summer for træningsmanualer og udstyr. Problemerne toppede da det blev afsløret af ABC's Nightline at der var en risiko for underslæb af de amerikanske finanser af de russiske myndigheder for at kunne bygge en række nye kosmonauthjem i Moskva, eller at byggeprojekterne blev finansieret af den russiske mafia. NASA's administrator, Goldin, blev inviteret ind i programmet for at forsvare hjemmene, og nægtede at kommentere på problemet, selvom NASA's kontor for eksterne affærer blev citeret for at udtale, at "hvad Rusland gør med sine egne penge er deres egen forretning."

## Missioner
- STS-60
- STS-63
- Sojuz TM-21
- STS-71
- STS-74
- STS-76
- STS-79
- STS-81
- STS-84
- STS-86
- STS-89
- STS-91